# Oplotnica
Oplotnica är en kommun belägen i nordöstra Slovenien.